# قائمة أكثر ألعاب بلاي ستيشن 2 مبيعا

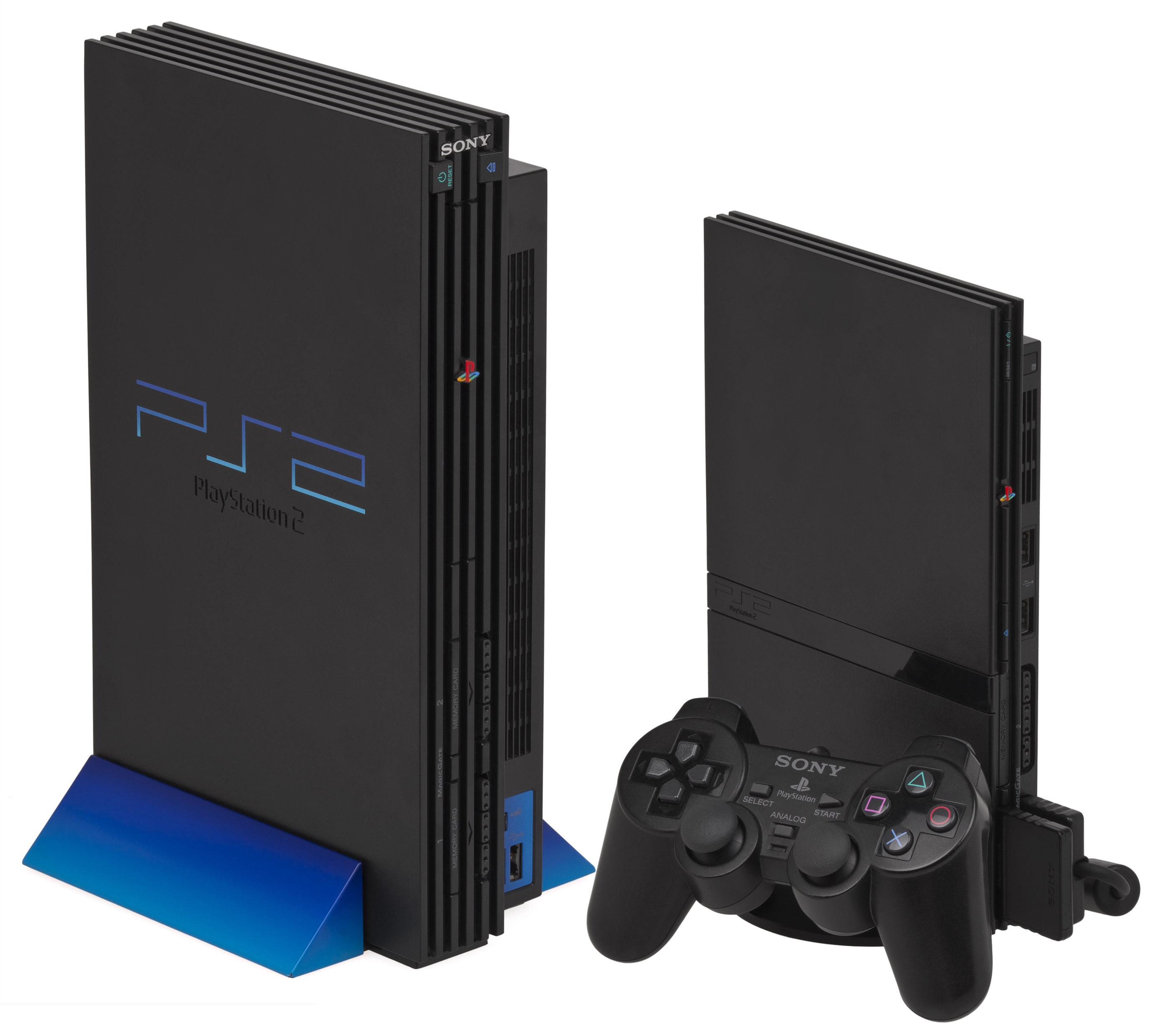
بلاي ستيشن 2، (يمين) المعدل، (يسار) الأصلي

قائمة أكثر ألعاب بلاي ستيشن 2 مبيعًا التي قد باعت أو صدرت على الأقل مليون نسخة.

## قائمة الألعاب
| العنوان                                    | النسخ المباعة                                                                   | توقف المبيعات | تاريخ الإصدار                                                                  |
| ------------------------------------------ | ------------------------------------------------------------------------------- | --- | ------------------------------------------------------------------------------ |
| سرقة السيارات الكبرى: سان أندرياس          | 17.33 مليون                                                                     | — | أ.ش: 26 أكتوبر 2004 أور، أس: 29 أكتوبر 2004 ياب: 25 يناير 2007                 |
| غران تورزمو 3                              | 14.89 مليون                                                                     | - 7.14 ملايين في أمريكا الشمالية - 1.89 مليون في اليابان - 5.85 ملايين في أوروبا | ياب: 28 أبريل 2001 أ.ش: 9 يوليو 2001 أور: 20 يوليو 2001                        |
| غران تورزمو 4                              | 11.76 مليون                                                                     | - 3.47 ملايين في أمريكا الشمالية - 6.83 ملايين في أوروبا - 1.27 مليون في اليابان | ياب: 28 ديسمبر 2004 أ.ش: 22 فبراير 2005 أور: 9 مارس 2005                       |
| سرقة السيارات الكبرى: فايس سيتي            | 9.61 ملايين                                                                     | - 8.2 ملايين في الولايات المتحدة - 410,293 في اليابان - مليون في المملكة المتحدة | أ.ش: 27 أكتوبر 2002 أس، أور: 8 نوفمبر 2002 ياب: 20 مايو 2004                   |
| سرقة السيارات الكبرى 3                     | 7.9 ملايين                                                                      | - 6.55 ملايين في الولايات المتحدة - 358,917 في اليابان - مليون في المملكة المتحدة | أ.ش: 22 أكتوبر 2001 أس، أور: 26 أكتوبر 2001 ياب: 25 سبتمبر 2003                |
| المعدات المعدنية الثقيلة 2: أبناء الحرية   | 7 ملايين                                                                        | — | أ.ش: 12 نوفمبر 2001 ياب: 29 نوفمبر 2001 أور: 8 مارس 2002                       |
| فاينل فانتازي 10                           | 6.6 ملايين                                                                      | — | ياب: 19 يوليو 2001 أ.ش: 17 ديسمبر 2001 أس: 17 مايو 2002 أور: 24 مايو 2002      |
| تيكن 5                                     | 6 ملايين                                                                        | - 4 ملايين في أوروبا | ياب: 31 مارس 2005 أ.ش: 24 فبراير 2005 أور: 24 يونيو 2005                       |
| فاينل فانتازي 12                           | 5.2 ملايين نسخة مصدرة                                                           | - 2.4 ملايين في اليابان - 1.7 مليون في الولايات المتحدة - 1.1 مليون في أوروبا | ياب: 16 مارس 2006 أ.ش: 31 أكتوبر 2006 أس: 22 فبراير 2007 أور: 23 فبراير 2007   |
| قلوب المملكة                               | 4.78 ملايين (5.9 ملايين نسخة مُصدَّرة تتضمن قلوب المملكة فاينل ميكس وألتيمت هيتس)  | - 3.45 ملايين في الولايات المتحدة - 1.23 مليون في اليابان - 100,000 في المملكة المتحدة | ياب: 28 مارس 2002 أ.ش: 16 سبتمبر 2002 أور: 15 نوفمبر 2002 أس: 22 نوفمبر 2002   |
| إله الحرب                                  | 4.61 ملايين                                                                     | - 2,881,524 في أمريكا الشمالية واللاتينية - على الأقل 2.33 ملايين في الولايات المتحدة - 1,592,833 في مناطق بال - على الأقل 100,000 في المملكة المتحدة - 142,990 في سلفر لاند ومناطق سوني الآسيوية - على الأقل 59,814 في اليابان | أ.ش: 22 مارس 2005 أور: 8 يوليو 2005 ياب: 17 نوفمبر 2005                        |
| مسعى التنين 8                              | 4.44 ملايين (4.88 ملايين نسخة مُصدَّرة)                                            | - 3.6 ملايين في اليابان - 410,000 في أوروبا - 430,000 في أمريكا الشمالية | ياب: 27 نوفمبر 2004 أ.ش: 15 نوفمبر 2005 أس: 8 يوليو 2005 أور: 13 أبريل 2006    |
| مادن إن إف إل 2005                         | 4.35 ملايين في الولايات المتحدة                                                 | — | أ.ش: 9 أغسطس 2004 أور، أس: 17 سبتمبر 2004 ياب: 18 نوفمبر 2004                  |
| إله الحرب 2                                | 4.24 ملايين                                                                     | - 2,527,522 في أمريكا الشمالية واللاتينية - 1,603,727 في مناطق بال - 113,280 في اليابان ومناطق سوني الآسيوية | أ.ش: 13 مارس 2007 أور: 27 أبريل 2007 أس: 3 مايو 2007 ياب: 25 أكتوبر 2007       |
| جاك أند دكستر: ذا بريكورسر ليجاسي          | 4.2 ملايين                                                                      | — | ديسمبر 2001                                                                    |
| فاينل فانتازي 10-2                         | 4.06 ملايين                                                                     | - 1.85 مليون في أمريكا الشمالية - 2.11 ملايين في اليابان - 100,000 في المملكة المتحدة | ياب: 13 مارس 2003 أ.ش: 18 نوفمبر 2003 أس: 19 فبراير 2004 أور: 20 فبراير 2004   |
| آيتوي: بلاي                                | 4 ملايين                                                                        | — | أور: 4 يوليو 2003 أ.ش: 4 نوفمبر 2003 ياب: 11 فبراير 2004                       |
| مادن إن إف إل 2004                         | 3.95 ملايين في الولايات المتحدة                                                 | — | أ.ش: 12 أغسطس 2003 أور: 12 سبتمبر 2003                                         |
| قلوب المملكة 2                             | 3.89 ملايين (4 ملايين نسخة مُصدَّرة تتضمن قلوب المملكة 2 فاينل ميكس+ وألتيمت هيتس) | - 2.03 ملايين في الولايات المتحدة - 1.16 مليون في اليابان - 700,000 في أوروبا | ياب: 22 ديسمبر 2005 أ.ش: 28 مارس 2006 أس: 28 سبتمبر 2006 أور: 29 سبتمبر 2006   |
| مادن إن إف إل 06                           | 3.77 ملايين في الولايات المتحدة                                                 | — | أ.ش: 8 أغسطس 2005 أور: 16 سبتمبر 2005 ياب: 1 ديسمبر 2005                       |
| راتشت أند كلانك                            | 3.71 ملايين                                                                     | — | أ.ش: 4 نوفمبر 2002 أور: 8 نوفمبر 2002 ياب: 3 ديسمبر 2002                       |
| المعدات المعدنية الثقيلة 3: آكل الثعبان    | 3.7 ملايين                                                                      | — | أ.ش: 17 نوفمبر 2004 ياب: 16 ديسمبر 2004 أور: 4 مارس 2005 أس: 17 مارس 2005      |
| نيد فور سبيد: أندرجراوند                   | 3.69 ملايين                                                                     | - 3 ملايين في الولايات المتحدة - 94,108 في اليابان - 600,000 في المملكة المتحدة | أ.ش: 17 نوفمبر 2003 أور: 21 نوفمبر 2003 ياب: 25 ديسمبر 2003                    |
| وسام الشرف: الخطوط الأمامية                | 3.55 ملايين                                                                     | - 2.8 ملايين في الولايات المتحدة - 600,000 في المملكة المتحدة - 152,966 في اليابان | أ.ش: 28 مايو 2002 أور: 7 يونيو 2002 ياب: 24 أكتوبر 2002                        |
| غيتار هيرو 2                               | 3.41 ملايين                                                                     | - 3.31 ملايين في الولايات المتحدة - 100,000 في المملكة المتحدة | نوفمبر 2006                                                                    |
| غيتار هيرو 3: ليجندز أوف روك               | 3.2337 ملايين                                                                   | - 2.9517 ملايين في الولايات المتحدة - 2.72 ملايين مع الإيتار - 231,700 بدون الإيتار - 82,000 في كندا - 200,000 في المملكة المتحدة                                                                                               | أ.ش: 28 أكتوبر 2007 أس: 7 نوفمبر 2007 أور: 23 نوفمبر 2007 ياب: 6 مارس 2008     |
| راتشت أند كلانك:أب يور أرسنال              | 3.218 ملايين                                                                    | — | نوفمبر 2004                                                                    |
| مادن إن إف إل 2003                         | 3.18 ملايين في الولايات المتحدة                                                 | — | أ.ش: 12 أغسطس 2002 أور: 4 أكتوبر 2002 ياب: 19 ديسمبر 2002                      |
| دراغون بول زد: بودوكاي تينكايتشي 3         | 3 ملايين                                                                        | - 1.42 مليون في اليابان - 1.01 مليون في الولايات المتحدة - 570,000 في المملكة المتحدة | ياب: 4 أكتوبر 2007 أور: 9 نوفمبر 2007 أ.ش: 13 نوفمبر 2007 أس: 29 ديسمبر 2007   |
| ذا غيتواي                                  | 3 ملايين                                                                        | — | أ.ش: 11 ديسمبر 2002 أور: 19 يناير 2003 ياب: 20 نوفمبر 2003                     |
| راتشت أند كلانك:جونج كوماندو               | 2.966 ملايين                                                                    | — | أ.ش: 11 نوفمبر 2003 أور: 21 نوفمبر 2003 ياب: 11 ديسمبر 2003                    |
| دبليو دبليو إي سماكداون ضد رو 2006         | 2.9 ملايين                                                                      | — | أور: 11 نوفمبر 2005 أ.ش: 14 نوفمبر 2005 ياب: 2 فبراير 2006                     |
| الرجل العنكبوت                             | 2.81 ملايين                                                                     | - 2.51 ملايين في الولايات المتحدة - 300,000 في المملكة المتحدة | أ.ش: 15 أبريل 2002 أور: 7 يونيو 2002 ياب: 13 فبراير 2003                       |
| مادن إن إف إل 07                           | 2.8 ملايين في الولايات المتحدة                                                  | — | أ.ش: 22 أغسطس 2006 أور: 25 أغسطس 2006 أس: 14 سبتمبر 2006 ياب: 7 ديسمبر 2006    |
| سوكوم يو إس نافي سيلز                      | 2.78 ملايين                                                                     | - 2.65 ملايين في الولايات المتحدة - 100,000 في المملكة المتحدة - 39,973 في اليابان | أ.ش: 27 أغسطس 2002 أور: 11 يونيو 2003 ياب: 24 يوليو 2003                       |
| كراش بانديكوت :غضب كورتيكس                 | 2.763 ملايين                                                                    | - 1.95 مليون في الولايات المتحدة - 212,541 في اليابان - 600,000 في المملكة المتحدة | أ.ش: 29 أكتوبر 2001 أور: 23 نوفمبر 2001 ياب: 20 ديسمبر 2001                    |
| برو إيفوليوشن سوكر 3                       | 2.743 ملايين                                                                    | - 1.16 مليون في اليابان - 1.55 مليون في أوروبا - 33,403 في الولايات المتحدة | ياب: 7 أغسطس 2003                                                              |
| دراغون بول زد: بودوكاي                     | 2.583 ملايين                                                                    | - 2.04 ملايين في الولايات المتحدة - 543,312 في اليابان | أور: 29 نوفمبر 2002 أ.ش: 3 ديسمبر 2002 ياب: 13 فبراير 2003                     |
| عائلة سيمبسون: كر وفر                      | 2.57 ملايين                                                                     | - 1.57 مليون في الولايات المتحدة - مليون في المملكة المتحدة | أ.ش: 16 سبتمبر 2003 أور: 31 أكتوبر 2003                                        |
| نيد فور سبيد: موست ونتد                    | 2.53 ملايين                                                                     | - 1.82 مليون في الولايات المتحدة - 600,000 في المملكة المتحدة - 114,611 في اليابان | أ.ش: 15 نوفمبر 2005 أور، أس: 25 نوفمبر 2005 ياب: 22 ديسمبر 2005                |
| وسام الشرف: الشمس المشرقة                  | 2.52 ملايين                                                                     | - 1.81 مليون في الولايات المتحدة - 118,054 في اليابان - 600,000 في المملكة المتحدة | أ.ش: 11 نوفمبر 2003 أور: 28 نوفمبر 2003 ياب: 4 ديسمبر 2003                     |
| سيد الخواتم: البرجان                       | 2.51 ملايين                                                                     | - 1.84 مليون في الولايات المتحدة - 600,000 في المملكة المتحدة - 73,997 في اليابان | أ.ش: 21 أكتوبر 2002 أور: 8 نوفمبر 2002 ياب: 13 فبراير 2003                     |
| ليغو ستار وورز: ذا فيدو غيم                | 2.5 ملايين                                                                      | - 1.88 مليون في الولايات المتحدة - 20,068 في اليابان - 600,000 في المملكة المتحدة | أ.ش: 2 أبريل 2005 أور: 22 أبريل 2005 ياب: 7 يوليو 2005                         |
| توني هوكس أندرغراوند                       | 2.42 ملايين                                                                     | - 2.11 ملايين في الولايات المتحدة - 16,620 في اليابان - 300,000 في المملكة المتحدة | أ.ش: 27 أكتوبر 2003 أور: 21 نوفمبر 2003 ياب: 27 مايو 2004                      |
| توني هوكس برو سكيتر 3                      | 2.4 ملايين                                                                      | - 2.1 ملايين في الولايات المتحدة - 300,000 في المملكة المتحدة | أ.ش: 28 أكتوبر 2001 أور: 30 نوفمبر 2001 ياب: 21 نوفمبر 2002                    |
| تيكن تاغ تورنمنت                           | 2.367 ملايين                                                                    | - 1.61 مليون في الولايات المتحدة - 457,340 في اليابان - 300,000 في المملكة المتحدة | ياب: 30 مارس 2000 أ.ش: 26 أكتوبر 2000 أور: 24 نوفمبر 2000                      |
| حرب النجوم: جبهة القتال 2                  | 2.33 ملايين                                                                     | - 2.01 ملايين في الولايات المتحدة - 27,419 في اليابان - 300,000 في المملكة المتحدة | أور: 31 أكتوبر 2005 أ.ش: 1 نوفمبر 2005 ياب: 26 يناير 2006                      |
| إيس كومبات 4: شاترد سكايز                  | 2.328 ملايين                                                                    | - 1.97 مليون في الولايات المتحدة - 357,742 في اليابان | ياب: 13 سبتمبر 2001 أ.ش: 1 نوفمبر 2001 أور: 8 فبراير 2002                      |
| مادن إن إف إل 2002                         | 2.3 مليون (في الولايات المتحدة)                                                 | — | أ.ش: 19 أغسطس 2001 أور: 12 أكتوبر 2001 ياب: 31 يناير 2002                      |
| الشر المقيم 4                              | 2.3 ملايين                                                                      | — | أ.ش: 25 أكتوبر 2005 أس: 4 نوفمبر 2005 أور: 5 نوفمبر 2005 ياب: 1 ديسمبر 2005    |
| عائلة سيمبسون: غضب الطريق                  | 2.24 ملايين                                                                     | - 1.94 مليون في الولايات المتحدة - 300,000 في المملكة المتحدة | نوفمبر 2001                                                                    |
| برو إيفوليوشن سوكر 2                       | 2.209 ملايين                                                                    | - 1.15 مليون في اليابان - مليون في أوروبا - 59,567 في الولايات المتحدة | ياب: 25 أبريل 2002 أور: 25 أكتوبر 2002 أ.ش: 11 مارس 2003                       |
| سوكوم 2                                    | 2.171 ملايين                                                                    | - 2.14 ملايين في الولايات المتحدة - 31,664 في اليابان | أ.ش: 4 نوفمبر 2003 أور: 5 مارس 2004 ياب: 5 أغسطس 2004 أس: 28 يناير 2005        |
| غولف الجميع 3                              | 2.17 ملايين                                                                     | - 1.23 مليون في اليابان - 940,000 في الولايات المتحدة | ياب: 26 يوليو 2001 أ.ش: 11 مارس 2002                                           |
| راتشت: ديدلوكد                             | 2.169 ملايين                                                                    | — | أ.ش: 25 أكتوبر 2005 أور: 18 نوفمبر 2005 ياب: 23 نوفمبر 2005 أس: 24 نوفمبر 2005 |
| ديفل ماي كراي                              | 2.16 ملايين                                                                     | — | ياب: 23 أغسطس 2001 أ.ش: 16 أكتوبر 2001 أور: 7 ديسمبر 2001                      |
| ماكس باين                                  | 2.128 ملايين                                                                    | - 1.9 مليون في الولايات المتحدة - 200,000 في المملكة المتحدة - 28,827 في اليابان | أ.ش: 6 ديسمبر 2001 أور: 11 يناير 2002 ياب: 22 مايو 2003                        |
| نيد فور سبيد: أندرجراوند 2                 | 2.106 ملايين                                                                    | - 1.4 مليون في الولايات المتحدة - 600,000 في المملكة المتحدة - 106,122 في اليابان | أ.ش: 15 نوفمبر 2004 أور: 19 نوفمبر 2004 ياب: 22 ديسمبر 2004 أس: 27 يوليو 2005  |
| الجريمة الحقيقية: شوارع لوس أنجلوس         | 2.085 ملايين                                                                    | - 1.76 مليون في الولايات المتحدة - 300,000 في المملكة المتحدة - 25,695 في اليابان | أ.ش: 3 نوفمبر 2003 أور: 7 نوفمبر 2003 ياب: 28 أكتوبر 2004                      |
| 007: إيجنت أندر فاير                       | 2.07 ملايين                                                                     | - 1.77 مليون في الولايات المتحدة - 300,000 في المملكة المتحدة | أ.ش: 13 نوفمبر 2001 أور: 30 نوفمبر 2001                                        |
| أونيموشا: أمراء الحرب                      | 2.02 مليون                                                                      | — | ياب: 25 يناير 2001 أ.ش: 13 مارس 2001 أور: 6 يوليو 2001                         |
| دراغون بول زد: بودوكاي 2                   | 2.007 ملايين                                                                    | - 1.5 مليون في الولايات المتحدة - 507,245 في اليابان | أور: 14 نوفمبر 2003 أس: 23 نوفمبر 2003 أ.ش: 4 ديسمبر 2003 ياب: 5 فبراير 2004   |
| إي إس بي إن إن إف إل 2كيه5                 | مليونان في الولايات المتحدة                                                     | — | أ.ش: 20 يوليو 2004 أور: 4 فبراير 2005                                          |
| دبليو دبليو إي سماكداون ضد رو              | مليونان                                                                         | — | أ.ش: 2 نوفمبر 2004 أور: 12 نوفمبر 2004 ياب: 3 فبراير 2005                      |
| حرب النجوم: جبهة القتال                    | 1.995 مليون                                                                     | - 1.77 مليون في الولايات المتحدة - 200,000 في المملكة المتحدة - 16,739 في اليابان | أ.ش: 20 سبتمبر 2004 أور: 24 سبتمبر 2004 ياب: 7 أكتوبر 2004                     |
| إيه تي في أوفرود فيوري                     | 1.99 مليون في الولايات المتحدة                                                  | — | أ.ش: 5 فبراير 2001 أور: 13 يوليو 2001                                          |
| أونيموشا 2: مصير الساموراي                 | 1.99 مليون                                                                      | — | ياب: 7 مارس 2002 أ.ش: 28 أغسطس 2002 أور: 4 أكتوبر 2002                         |
| إن بي أي لايف 2005                         | 1.98 مليون                                                                      | - 1.95 مليون في الولايات المتحدة - 30,013 في اليابان | أ.ش: 28 سبتمبر 2004 أس: 25 أكتوبر 2004 أور: 29 أكتوبر 2004 ياب: 2 ديسمبر 2004  |
| تيكن 4                                     | 1.979 مليون                                                                     | - 1.46 مليون في الولايات المتحدة - 318,920 في اليابان - 200,000 في المملكة المتحدة | ياب: 28 مارس 2002 أور: 13 سبتمبر 2002 أ.ش: 23 سبتمبر 2002                      |
| ميدنايت كلوب: ستريت ريسنغ                  | 1.976 مليون                                                                     | - 1.87 مليون في الولايات المتحدة - 100,000 في المملكة المتحدة - 6,027 في اليابان | أ.ش: 26 أكتوبر 2000 أور: 8 ديسمبر 2000 ياب: 1 مارس 2001                        |
| الرجل العنكبوت 2                           | 1.93 مليون                                                                      | - 1.63 مليون في الولايات المتحدة - 300,000 في المملكة المتحدة | أ.ش: 28 يونيو 2004 أور: 9 يوليو 2004 ياب: 30 سبتمبر 2004                       |
| مادن إن إف إل 08                           | 1.9 مليون في الولايات المتحدة                                                   | — | أ.ش: 14 أغسطس 2007 أس: 23 أغسطس 2007 أور: 24 أغسطس 2007 ياب: 20 سبتمبر 2007    |
| 007: ليلة النار                            | 1.808 مليون                                                                     | - 1.4 مليون في الولايات المتحدة - 300,000 في المملكة المتحدة - 108,795 في اليابان | أ.ش: 18 نوفمبر 2002 أور: 29 نوفمبر 2002 ياب: 30 يناير 2003                     |
| نامكو ميوزيام                              | 1.8 مليون في الولايات المتحدة                                                   | — | أ.ش: 4 ديسمبر 2001                                                             |
| دراغون بول زد: بودوكاي 3                   | 1.782 مليون                                                                     | - 1.14 مليون في الولايات المتحدة - 642,424 في اليابان | أ.ش: 16 نوفمبر 2004 أور: 19 نوفمبر 2004 أس: 26 نوفمبر 2004 ياب: 10 فبراير 2005 |
| حرب النجوم الجزء الثالث: انتقام السيث      | 1.771 مليون                                                                     | - 1.41 مليون في الولايات المتحدة - 300,000 في المملكة المتحدة - 61,221 في اليابان | أ.ش: 4 مايو 2005 أور: 5 مايو 2005 ياب: 9 يوليو 2005                            |
| إيه تي في أوفرود فيوري 2                   | 1.77 مليون في الولايات المتحدة                                                  | — | أ.ش: 9 نوفمبر 2002 أور: 3 أكتوبر 2003                                          |
| دبليو دبليو إي سماك داون! شت يور ماوث      | 1.743 مليون                                                                     | - 1.38 مليون في الولايات المتحدة - 300,000 في المملكة المتحدة - 63,027 في اليابان | أ.ش: 31 أكتوبر 2002 أور: 15 نوفمبر 2002 ياب: 6 فبراير 2003                     |
| سونيك ميغا كوليكشن بلس                     | 1.74 مليون                                                                      | - 1.44 مليون في الولايات المتحدة - 300,000 في المملكة المتحدة | أ.ش: 2 نوفمبر 2004 ياب: 9 ديسمبر 2004 أور: 4 فبراير 2005 أس: 20 مارس 2005      |
| سونيك هيروز                                | 1.72 مليون                                                                      | - 1.08 مليون في الولايات المتحدة - 48,899 في اليابان - 600,000 في المملكة المتحدة | ياب: 30 ديسمبر 2003 أ.ش: 27 يناير 2004 أور، أس: 6 فبراير 2004                  |
| نداء الواجب: الساعة الخيرة                 | 1.714 مليون                                                                     | - 1.41 مليون في الولايات المتحدة - 4,648 في اليابان - 300,000 في المملكة المتحدة | أ.ش: 16 نوفمبر 2004 أور: 3 ديسمبر 2004 ياب: 27 أكتوبر 2005                     |
| إن بي أي ستريت                             | 1.713 مليون                                                                     | - 1.7 مليون في الولايات المتحدة - 13,416 في اليابان | أ.ش، أور: 18 يونيو 2001 ياب: 23 أغسطس 2001                                     |
| برو إيفوليوشن سوكر 4                       | 1.71 مليون                                                                      | - 1.11 مليون في اليابان - 600,000 في المملكة المتحدة | ياب: 5 أغسطس 2004 أور: 15 أكتوبر 2004 أ.ش: 1 فبراير 2005                       |
| ديفل ماي كراي 2                            | 1.7 مليون                                                                       | — | أ.ش: 25 يناير 2003 ياب: 30 يناير 2003 أور: 28 مارس 2003                        |
| مورتال كومبات: حلف مميت                    | 1.7 مليون في الولايات المتحدة                                                   | — | أ.ش: 16 نوفمبر 2002 أور: 14 فبراير 2003                                        |
| ياكوزا                                     | 1.7 مليون                                                                       | — | ياب: 8 ديسمبر 2005 أ.ش: 5 سبتمبر 2006 أس: 14 سبتمبر 2006 أور: 15 سبتمبر 2006   |
| برو إيفوليوشن سوكر 6                       | 1.69 مليون                                                                      | - 1.09 مليون في اليابان - 600,000 في المملكة المتحدة | ياب: 27 أبريل 2006 أور: 27 أكتوبر 2006 أس: 3 نوفمبر 2006                       |
| سلالة المحاربين 4                          | 1.648 مليون                                                                     | - 1.2 مليون في اليابان - 448,587 في الولايات المتحدة | ياب: 27 فبراير 2003 أ.ش: 25 مارس 2003 أور: 27 يونيو 2003                       |
| مسعى التنين 5                              | 1.64 مليون في اليابان                                                           | — | ياب: 25 مارس 2004                                                              |
| برو إفليوشن سوكر 5                         | 1.64 مليون                                                                      | - 1.04 مليون في اليابان - 600,000 في المملكة المتحدة | ياب: 4 أغسطس 2005 أور: 21 أكتوبر 2005 أ.ش: 7 فبراير 2006                       |
| سرقة السيارات الكبرى: قصص مدينة ليبرتي     | 1.62 مليون                                                                      | - 1.32 مليون في الولايات المتحدة - 300,000 في المملكة المتحدة | أ.ش: 6 يونيو 2006 أور، أس: 23 يونيو 2006 ياب: 6 سبتمبر 2007                    |
| إنتر ذا ماتريكس                            | 1.616 مليون                                                                     | - 1.34 مليون في الولايات المتحدة - 200,000 في المملكة المتحدة - 76,142 في اليابان | أ.ش: 14 مايو 2003 أور: 15 مايو 2003 ياب: 19 يونيو 2003                         |
| نيد فور سبيد: هوت برسوت 2                  | 1.61 مليون في الولايات المتحدة                                                  | — | أكتوبر 2002                                                                    |
| جاك 2                                      | 1.6 مليون                                                                       | — | أ.ش: 14 أكتوبر 2003 أس: 15 أكتوبر 2002 أور: 17 أكتوبر 2003 ياب: 11 مارس 2004   |
| إن بي أي ستريت 2                           | 1.6 مليون في الولايات المتحدة                                                   | — | أ.ش: 28 أبريل 2003 ياب: 1 مايو 2003 أور: 2 مايو 2003                           |
| دبليو دبليو إي سماك داون! هير كامز ذا باين | 1.585 مليون                                                                     | - 1.24 مليون في الولايات المتحدة - 300,000 في المملكة المتحدة - 45,547 في اليابان | أ.ش: 27 أكتوبر 2003 أور: 7 نوفمبر 2003 ياب: 29 يناير 2004                      |
| غران تورزمو كونسبت                         | 1.56 مليون نسخة مصدرة                                                           | | ياب: 1 يناير 2002                                                              |
| غيتار هيرو                                 | 1.53 مليون في الولايات المتحدة                                                  | — | أ.ش: 7 نوفمبر 2005 أور: 7 أبريل 2006                                           |
| دبليو دبليو إي سماكداون ضد رو 2007         | 1.53 مليون                                                                      | - 1.23 مليون في الولايات المتحدة - 300,000 في المملكة المتحدة | أور: 10 نوفمبر 2006 أ.ش: 14 نوفمبر 2006 أس: 16 نوفمبر 2006 ياب: 25 يناير 2007  |
| أونيموشا 3: حصار العفريت                   | 1.52 مليون                                                                      | — | ياب: 26 فبراير 2004 أ.ش: 27 أبريل 2004 أور: 9 يوليو 2004                       |
| محاربو الساموراي                           | 1.509 مليون                                                                     | - 1.06 مليون في اليابان - 449,759 في الولايات المتحدة | ياب: 11 فبراير 2004 أ.ش: 6 مايو 2004 أور: 25 يونيو 2004                        |
| بيلي                                       | 1.5 مليون                                                                       | — | أكتوبر 2006                                                                    |
| توني هوكس أندرغراوند 2                     | 1.5 مليون                                                                       | - 1.3 مليون في الولايات المتحدة - 200,000 في المملكة المتحدة | أكتوبر 2004                                                                    |
| فيرتشوا فايتر 4                            | 1.5 مليون                                                                       | - 630,000 في الولايات المتحدة - 541,973 في اليابان | ياب: 31 يناير 2002 أ.ش: 17 مارس 2002 أور: 10 مايو 2002                         |
| سلالة المحاربين 3                          | 1.492 مليون                                                                     | - 1.07 مليون في اليابان - 422,175 في الولايات المتحدة | ياب: 20 سبتمبر 2001 أ.ش: 26 نوفمبر 2001 أور: 22 مارس 2002                      |
| إن بي أي لايف 2004                         | 1.488 مليون                                                                     | - 1.46 مليون في الولايات المتحدة - 28,487 في اليابان | أ.ش: 14 أكتوبر 2003 أور: 7 نوفمبر 2003 ياب: 13 نوفمبر 2003                     |
| دبليو دبليو إف سماك داون! جاست برينغ إت    | 1.486 مليون                                                                     | - 1.11 مليون في الولايات المتحدة - 300,000 في المملكة المتحدة - 76,393 في اليابان | أور: 16 نوفمبر 2001 أ.ش: 18 نوفمبر 2001 ياب: 24 يناير 2002                     |
| البحث عن نيمو                              | 1.46 مليون                                                                      | - 1.12 مليون في الولايات المتحدة - 300,000 في المملكة المتحدة - 48,263 في اليابان | أ.ش: 9 مايو 2003 أور: 26 سبتمبر 2003 ياب: 6 ديسمبر 2003                        |
| تفشي الشر المقيم                           | 1.45 مليون                                                                      | — | ياب: 11 ديسمبر 2003 أ.ش: 31 مارس 2004 أور: 17 سبتمبر 2004                      |
| تايغر وودز بي جي إيه تور 2004              | 1.43 مليون                                                                      | - 1.13 مليون في الولايات المتحدة - 300,000 في المملكة المتحدة | سبتمبر 2003                                                                    |
| توني هوكس برو سكيتر 4                      | 1.42 مليون                                                                      | - 1.22 مليون في الولايات المتحدة - 200,000 في المملكة المتحدة | أ.ش: 23 أكتوبر 2002 أ.ش: 22 نوفمبر 2002                                        |
| السيمز                                     | 1.416 مليون                                                                     | - 1.1 مليون في الولايات المتحدة - 300,000 في المملكة المتحدة - 16,658 في اليابان | أ.ش: 12 يناير 2003 أور: 31 يناير 2003 ياب: 29 مايو 2003                        |
| هيتمان 2: سايلنت أساسين                    | 1.412 مليون                                                                     | - 1.1 مليون في الولايات المتحدة - 300,000 في المملكة المتحدة - 12,175 في اليابان | أكتوبر 2002                                                                    |
| غران تورزمو 4 برولوغ                       | 1.4 مليون نسخة مصدرة                                                            | — | ياب: 4 ديسمبر 2003 أور: 18 مايو 2004                                           |
| الشر المقيم - الرمز: فيرونكا إكس           | 1.4 مليون                                                                       | — | ياب: 22 مارس 2001 أ.ش: 21 أغسطس 2001 ياب: 14 سبتمبر 2001                       |
| براتز: روك أنجلز                           | 1.4 مليون                                                                       | — | أكتوبر 2005                                                                    |
| إن سي إيه إيه فوتبول 06                    | 1.39 مليون في الولايات المتحدة                                                  | — | أ.ش: 11 يوليو 2005                                                             |
| كريزي تاكسي                                | 1.383 مليون                                                                     | - 1.07 مليون في الولايات المتحدة - 300,000 في المملكة المتحدة - 13,075 في اليابان | أ.ش: 14 مايو 2001 أور: 1 يونيو 2001 ياب: 22 نوفمبر 2001                        |
| ليغو ستار وورز 2: ذا أوريجنال تريلوجي      | 1.38 مليون                                                                      | - 1.08 مليون في الولايات المتحدة - 300,000 في المملكة المتحدة | أ.ش: 12 سبتمبر 2006 أور، أس: 15 سبتمبر 2006 ياب: 2 نوفمبر 2006                 |
| سيد الخواتم: عودة الملك                    | 1.374 مليون                                                                     | - 1.04 مليون في الولايات المتحدة - 300,000 في المملكة المتحدة - 34,979 في اليابان | أ.ش: 5 نوفمبر 2003 أور: 14 نوفمبر 2003 ياب: 8 يناير 2004                       |
| ستار أوشن: تيل ذي إند أوف تايم             | 1.363 مليون                                                                     | - 740,000 في الولايات المتحدة - 533,373 في اليابان - 90,000 في أوروبا | أ.ش: 31 أغسطس 2004 أس: 30 سبتمبر 2004 أور: 1 أكتوبر 2004                       |
| برن آوت 3                                  | 1.338 مليون                                                                     | - 960,000 في الولايات المتحدة - 300,000 في المملكة المتحدة - 78,986 في اليابان | أ.ش: 7 سبتمبر 2004 أور، أس: 10 سبتمبر 2004 أور: 14 أكتوبر 2004                 |
| جاك 3                                      | 1.33 مليون                                                                      | - 1.23 مليون في الولايات المتحدة - 100,000 في المملكة المتحدة | نوفمبر 2004                                                                    |
| توم كلانسي غوست ريكون                      | 1.329 مليون                                                                     | - 1.32 مليون في الولايات المتحدة - 9,970 في اليابان | ديسمبر 2002                                                                    |
| إن سي إيه إيه فوتبول 07                    | 1.32 مليون في الولايات المتحدة                                                  | — | أ.ش: 18 يوليو 2006                                                             |
| سول كاليبر 2                               | 1.31 مليون                                                                      | - 970,000 في الولايات المتحدة - 144,948 في اليابان - 200,000 في المملكة المتحدة | ياب: 27 مارس 2003 أ.ش: 27 أغسطس 2003 أور: 26 سبتمبر 2003                       |
| ديفل ماي كراي 3                            | 1.3 مليون                                                                       | — | ياب: 17 فبراير 2005 أ.ش: 1 مارس 2005 أس: 22 مارس 2005 أور: 24 مارس 2005        |
| شريك 2                                     | 1.3 مليون                                                                       | - مليون في الولايات المتحدة - 300,000 في المملكة المتحدة | أ.ش: 28 أبريل 2004 أور: 18 يونيو 2004 ياب: 28 أكتوبر 2004                      |
| إيس كمبات 5                                | 1.287 مليون                                                                     | - مليون في أمريكا الشمالية - 287,403 في اليابان | ياب: 21 أكتوبر 2004 أ.ش: 25 أكتوبر 2004 أور: 18 فبراير 2005                    |
| نادي منتصف الليل 2                         | 1.28 مليون                                                                      | - 1.18 مليون في الولايات المتحدة - 100,000 في المملكة المتحدة | أ.ش: 9 أبريل 2003 أور: 2 مايو 2003                                             |
| إن سي إيه إيه فوتبول 2004                  | 1.28 مليون في الولايات المتحدة                                                  | — | أ.ش: 16 يوليو 2003                                                             |
| إن بي أي لايف 06                           | 1.278 مليون                                                                     | - 1.23 مليون في الولايات المتحدة - 48,907 في اليابان | أ.ش: 26 سبتمبر 2005 أور: 7 أكتوبر 2005 ياب: 10 نوفمبر 2005                     |
| إن إف إل بليتز                             | 1.27 مليون في الولايات المتحدة                                                  | — | أ.ش: 28 أكتوبر 2003                                                            |
| غولف الجميع 4                              | 1.25 مليون                                                                      | - 1.1 مليون في اليابان - 157,242 في الولايات المتحدة | أ.ش: 26 سبتمبر 2005 أور: 7 أكتوبر 2005 ياب: 10 نوفمبر 2005                     |
| ديرج أوف سيربيروس: فاينال فانتازي 7        | 1.243 مليون                                                                     | - 513,157 في اليابان - 460,000 في أمريكا الشمالية - 270,000 في أوروبا | ياب: 26 يناير 2006 أ.ش: 15 أغسطس 2006 أور: 17 نوفمبر 2006                      |
| مادن إن إف إل 2001                         | 1.236 مليون                                                                     | - 1.21 مليون في الولايات المتحدة - 26,711 في اليابان | أ.ش: 26 أكتوبر 2000 أور: 8 ديسمبر 2000 ياب: 18 يناير 2001                      |
| سكار فيس: ذا ورلد إز يورز                  | 1.22 مليون                                                                      | - 1.02 مليون في الولايات المتحدة - 200,000 في المملكة المتحدة | أ.ش: 8 أكتوبر 2006 أور: 13 أكتوبر 2006 أس: 16 نوفمبر 2006                      |
| باك مان وورلد 2                            | 1.21 مليون في الولايات المتحدة                                                  | — | أ.ش: 24 فبراير 2002 ياب: 25 يوليو 2002 أور: 28 فبراير 2003                     |
| دارك كلاود                                 | 1.2 مليون نسخة مصدرة                                                            | — | ياب: 14 ديسمبر 2000 أ.ش: 28 مايو 2001 أور: 21 سبتمبر 2001                      |
| إن بي أي لايف 2003                         | 1.191 مليون                                                                     | - 1.18 مليون في الولايات المتحدة - 11,909 في اليابان | أ.ش: 8 أكتوبر 2002 ياب: 28 نوفمبر 2002 أور: 29 نوفمبر 2002                     |
| إي إس بي إن إن بي إيه 2كيه5                | 1.19 مليون في الولايات المتحدة                                                  | — | أ.ش: 30 سبتمبر 2004 أور: 8 فبراير 2005                                         |
| دراغون بول زد: بودوكاي تينكايتشي 2         | 1.18 مليون                                                                      | — | ياب: 5 أكتوبر 2006 أور: 3 نوفمبر 2006 أ.ش: 7 نوفمبر 2006 أس: 9 نوفمبر 2006     |
| توم كلانسي سبلينتر سيل                     | 1.178 مليون                                                                     | - 867,914 في الولايات المتحدة - 10,784 في اليابان - 300,000 في المملكة المتحدة | أور: 28 مارس 2003 أ.ش: 8 أبريل 2003 ياب: 27 نوفمبر 2003                        |
| يوغي-يو! مبارزو الورود                     | 1.178 مليون                                                                     | - 1.11 مليون في الولايات المتحدة - 68,420 في اليابان | ياب: 6 سبتمبر 2001 أ.ش: 16 فبراير 2003 أور: 26 سبتمبر 2003                     |
| سكوبي-دو! نايت أوف 100 فايتس               | 1.17 مليون                                                                      | - 1.07 مليون في الولايات المتحدة - 100,000 في المملكة المتحدة | أ.ش: 20 مايو 2002 أور: 16 أغسطس 2002                                           |
| جيسن باتشي-سلوت هيسشوهو! هوكوتو نو كين     | 1.15 مليون في اليابان (تتضمن جيسن باتشي-سلوت هيسشوهو! هوكوتو نو كين بلس)        | — | ياب: 27 مايو 2004                                                              |
| إم في بي بيسبول 2005                       | 1.14 مليون في الولايات المتحدة                                                  | — | أ.ش: 22 فبراير 2005 ياب: 7 يوليو 2005                                          |
| تويستد ميتال بلاك                          | 1.12 مليون في الولايات المتحدة                                                  | — | أ.ش: 18 يونيو 2001 أور: 7 ديسمبر 2001                                          |
| فايت نايت 2004                             | 1.1 مليون                                                                       | - مليون في الولايات المتحدة - 100,000 في المملكة المتحدة | أ.ش: 5 أبريل 2004 أور: 30 أبريل 2004 ياب: 5 أغسطس 2004                         |
| نادي منتصف الليل 3                         | 1.1 مليون                                                                       | - مليون في الولايات المتحدة - 100,000 في المملكة المتحدة | أبريل 2005                                                                     |
| دي دي آر ماكس دانس دانس ريفليوشن           | 1.09 مليون في الولايات المتحدة                                                  | — | أ.ش: 23 سبتمبر 2003                                                            |
| صائد الجواسيس                              | 1.07 مليون في الولايات المتحدة                                                  | — | أ.ش: 24 سبتمبر 2001 أور: 19 أكتوبر 2001 ياب: 25 أبريل 2002                     |
| ناروتو: النينجا النهائي 2                  | 1.063 مليون                                                                     | - 660,000 في أمريكا الشمالية وأوروبا الغربية - 403,000 في اليابان | ياب: 30 سبتمبر 2004 أ.ش: 12 يونيو 2007 أور: 19 أكتوبر 2007 أس: 26 أكتوبر 2007  |
| هاري بوتر وغرفة الأسرار                    | 1.046 مليون                                                                     | - 700,000 في الولايات المتحدة - 300,000 في المملكة المتحدة - 46,855 في اليابان | نوفمبر 2002                                                                    |
| الخارقون                                   | 1.04 مليون                                                                      | - 740,000 في الولايات المتحدة - 300,000 في المملكة المتحدة | أ.ش: 31 أكتوبر 2004 أور: 5 نوفمبر 2004 ياب: 2 ديسمبر 2004                      |
| إم في بي بيسبول 2004                       | 1.02 مليون في الولايات المتحدة                                                  | — | أ.ش: 9 مارس 2004                                                               |
| غيتار هيرو إنكور: روكس ذا إيتيز            | مليون في أمريكا الشمالية وأوروبا الغربية                                        | — | أ.ش: 24 يوليو 2007 أور: 27 يوليو 2007 أس: 1 أغسطس 2007                         |
| إن سي إيه إيه فوتبول 2003                  | مليون في الولايات المتحدة                                                       | — | أ.ش: 20 يوليو 2002                                                             |
| سايلنت هيل 2                               | مليون                                                                           | — | أ.ش: 24 سبتمبر 2001 ياب: 27 سبتمبر 2001 أور: 23 نوفمبر 2001                    |
| سلاي كوبر أند ذا ثيفيوس راكونز             | مليون                                                                           | — | أ.ش: 23 سبتمبر 2002 أور: 17 يناير 2003 ياب: 6 مارس 2003                        |
| زينوساغا إيبيسود 1                         | مليون                                                                           | — | ياب: 28 فبراير 2002 أ.ش: 26 فبراير 2003                                        |

جميع ألعاب بلاي سيتشن 2 قد صدرت حتى 31 مارس 2007: 1.24 بليون. جميع ألعاب بلاي ستيشن 2 قد باعت بين 1 أبريل 2007 و31 مارس 2012: 297.5 مليون. لاحظ أن العدد الأول يشير إلى الصادرات والثاني يشير إلى المبيعات، لذا فمن المحتمل وجود تداخل بين العددين.